# Shawn Achor
Shawn Achor (9 de março de 1978)  é um autor e palestrante norte-americano conhecido por sua defesa da psicologia positiva.  Ele escreveu The Happiness Advantage  e fundou a "GoodThink, Inc" (Instituto de Pesquisa Positiva Aplicada).  É bacharel em artes (bachelor of arts) pela Universidade de Harvard e mestre em ética cristã e budista pela Harvard Divinity School, atuando nas seguintes ocupações: pesquisador da felicidade, autor de best-seller e palestrante corporativo. É mais conhecido pela sua Psicologia Positiva, encontrando o sucesso através da felicidade "a felicidade é uma escolha, a felicidade é uma vantagem, a felicidade se espalha". Suas ideias principais/conceitos centrais são: "A Vantagem da Felicidade, The Orange Frog, Antes da Felicidade".

## Carreira
Após a faculdade e a escola de teologia, trabalhou como inspetor do primeiro ano e assistente de ensino na Universidade de Harvard. Ele foi um dos assistentes de ensino do popular curso "Felicidade" de Tal Ben-Shahar.  Em 2007, Achor fundou a GoodThinkInc. e, posteriormente, co-fundou o The Institute for Applied Positive Research (Instituto para Pesquisa em Psicologia Positiva Aplicada) com sua esposa, Michelle Gielan. A empresa consiste em pesquisadores, palestrantes e instrutores que oferecem serviços relacionados à psicologia positiva para melhorar o desempenho no trabalho.
Shawn Achor se apresentou no TEDx e sua palestra está listada como uma das 25 mais populares do TED  com mais de 20 milhões de visualizações online.  Este livro apresenta uma pesquisa que Achor conduziu com Ali Crum e o Prof. Peter Salovey na Universidade de Yale no grande banco suíço UBS, que foi publicado no Journal of Personality and Social Psychology ("Jornal de Personalidade e Psicologia Social") e forneceu evidências de que mudar a mentalidade de uma pessoa sobre o estresse muda os efeitos físicos do estresse.  Seu livro mais recente, Big Potential , foi publicado em 2018 e expande sua pesquisa além do indivíduo, observando como capacitar os outros nos ajuda a atingir nosso potencial máximo. Achor também escreve frequentemente para a a Revista "Harvard Business Review", com outros trinta e cinco artigos nas versões online e impressa da revista.
O profissional lançou uma aula de aprendizado online em duas partes com a rede Oprah Winfrey em 2015, depois de ser entrevistado para duas sessões da série de televisão "Super Soul Sunday" de Oprah Winfrey em 2014.  Achor foi nomeado para a lista "SuperSoul100" de visionários e líderes influentes de Oprah em 2016.  Achor é co-autor do livro infantil Ripple's Effect ("Efeito cascata") com sua irmã, Amy Blankson, como uma forma de apresentar os conceitos de psicologia positiva para crianças.

## Críticas
Alison Beard, em um artigo na Revista "Harvard Business Review",  descreve brevemente várias críticas recentes ao pensamento positivo, aponta que Martin Seligman, o pai da psicologia positiva, disse que o sentimento de felicidade é apenas um elemento de uma vida gratificante, e continua dizendo: "Onde a maioria dos gurus da felicidade erra ao insistir que a felicidade diária, se não constante, é um meio de alcançar cumprimento de prazo.
Para alguns otimistas moderados, isso pode ser verdade. Eles podem “tropeçar na felicidade” da maneira que o pesquisador mais proeminente do campo, Dan Gilbert, sugere ou obter “a vantagem da felicidade” descrita por Shawn Achor, ou "transmitir felicidade", como Michelle Gielan, esposa de Achor e sócia da empresa GoodThink, recomenda.  Acrescenta que, "aparentemente seria apenas um truque simples, mas para o resto de nós, tanta alegria parece forçada, então é improvável que nos ajude a moldar relacionamentos significativos ou criar a carreira perfeita."
O Almanaque "Poor Ash's" afirma: "Minha discordância muito maior é com a postura anti-pessimismo defensivo de Achor: por todo o bem que o livro "Before Happiness" me fez (e acredite, foi muito), abandonar o pessimismo defensivo foi um doloroso e emocionalmente erro prejudicial. Eu explico meu ponto de vista de forma detalhaa, mas, acho que Achor cria uma falsa dicotomia entre ter uma mentalidade de crescimento e abordar o mundo com uma "atitude mental positiva" (como Gonzales poderia colocar) e usando uma margem de segurança para superar a aversão à perda."

## Obras
- The Happiness Advantage: The Seven Principles of Positive Psychology That Fuel Success and Performance at Work (2010) em Portugal: A Vantagem do Cérebro Feliz: Os sete princípios da psicologia positiva que alimentam o sucesso e o desempenho no trabalho (Editorial Presença, 2021) no Brasil: O Jeito Harvard de Ser Feliz: O curso mais concorrido da melhor universidade do mundo (Benvirá, 2012)
- The Orange Frog : How One Spark Change An Island (2012)
- Before Happiness: The 5 Hidden Keys to Achieving Success, Spreading Happiness, and Sustaining Positive Change (2013) no Brasil: Por Trás da Felicidade (Benvirá, 2020)
- Big Potential: How Transforming the Pursuit of Success Raises Our Achievement, Happiness, and Well-Being (2018) no Brasil: Grande potencial: Cinco estratégias para você chegar mais longe desenvolvendo as pessoas a seu redor (Benvirá, 2018)

### Livros infantis
- Ripple's Effect (ou How to Make a Shark Smile) (2012) com Amy Blankson